# Censura

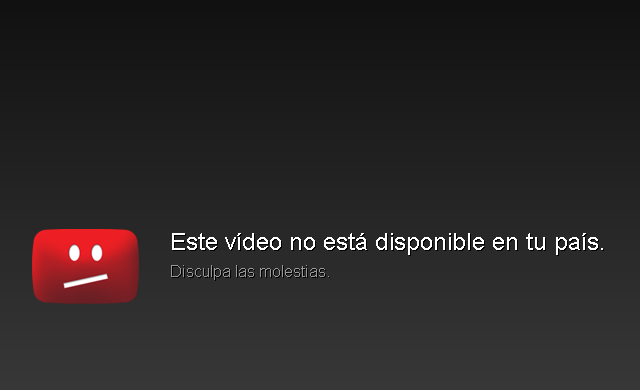
Dependiendo del país, ciertos videos en plataformas como YouTube pueden ser bloqueados y prohibidos para su reproducción, como es en la imagen.

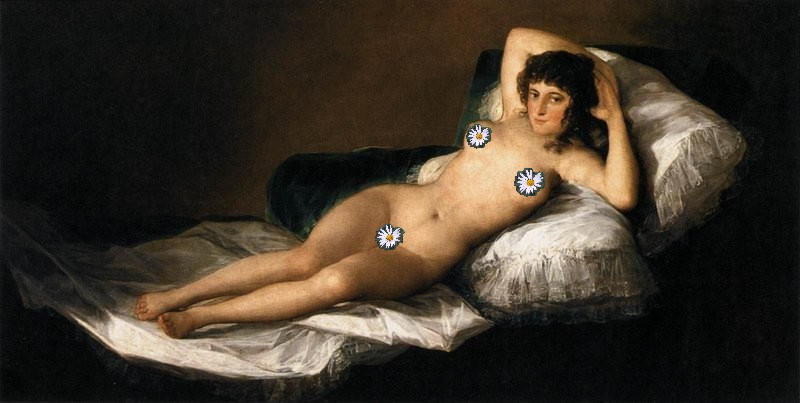
La censura puede ser justificada para proteger la sensibilidad de menores de edad o personas sensibles a contenido obsceno o sexual, la imagen muestra una versión editada de la pintura «La maja desnuda» de Francisco de Goya, en la que se cubre los pezones y la vulva de la mujer.

La censura es la supresión de todo tipo de información, comunicación o libertad de expresión; es la intervención por algún gobierno, organización o institución en prevenir el esparcimiento de todo tipo de información de manera pública, esta pudiendo ser causada por razones de que el material en cuestión es sensible, dañino, desagradable o «inconveniente». En muchos casos, la supresión de esta información, como obras, textos, entre otros tipos de multimedia, puede ser a causa de razones ideológicas (políticas o religiosas) o morales. Si el autor de una obra o material multimedia realiza la censura de su propio trabajo de manera parcial o en su totalidad, se lo considera como autocensura.
La censura, por lo general, suele ocurrir en áreas como las diferentes áreas del arte, como son el arte en sí, la literatura, la música, la cinematografía y la fotografía, como también de diferentes medios de comunicación como son el periódico, la radio, la televisión e incluso el Internet; en varios casos, la razón detrás de la censura de alguna obra puede variar entre seguridad nacional, controlar material obsceno o sexual, prevenir cualquier discurso de odio, proteger la sensibilidad de infantes u otros grupos vulnerables, promover o restringir ideologías políticas o religiosas y prevenir la difamación.

## Etimología
La palabra «censura» proviene de la palabra latina censor, el trabajo de dos romanos cuyo deber consistía en supervisar el comportamiento del público y la moral, por lo tanto, censuraban la forma de actuar.[cita requerida]

## Justificaciones
La justificación de la censura es diferente para distintos tipos de información censurada:

### Censura moral

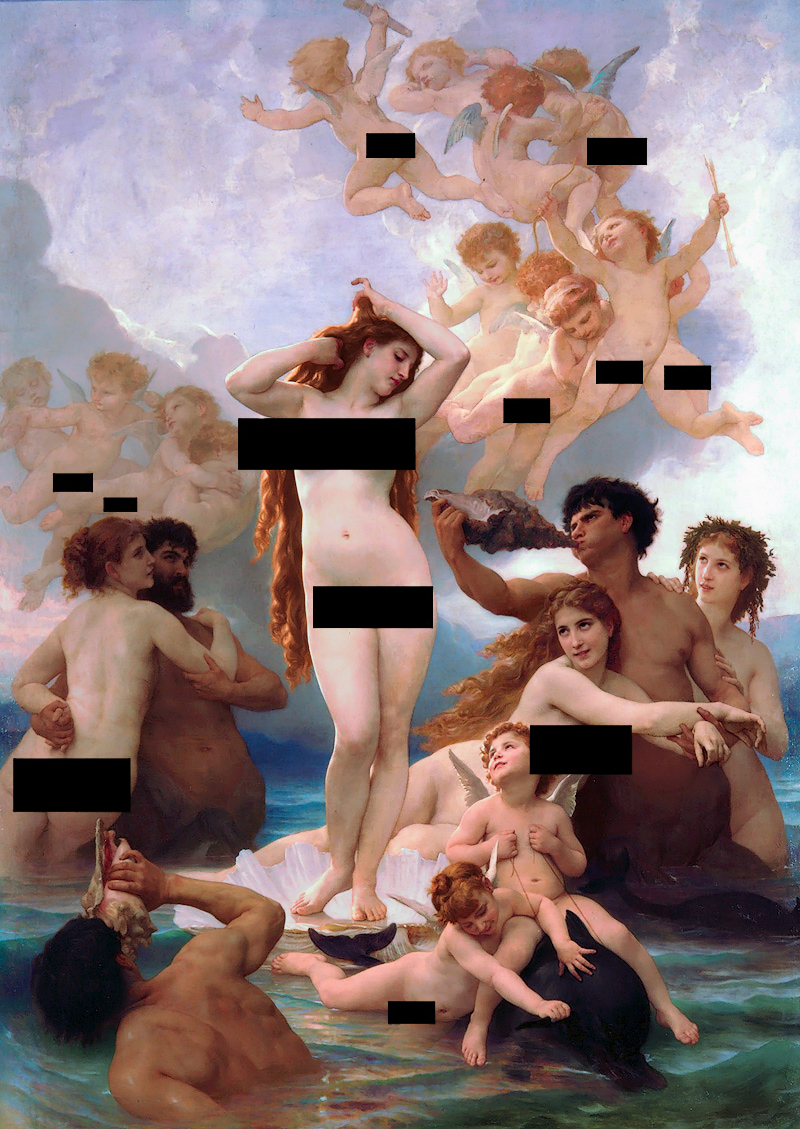
Pintura del nacimiento de Venus hecha por William-Adolphe Bouguereau en el que se censura los genitales de las personas.

Es la eliminación de materiales que son obscenos o de otra manera considera moralmente cuestionable. La pornografía, por ejemplo, se censura a menudo. En esta lógica, en especial la pornografía infantil, que es ilegal y se censura en muchas jurisdicciones del mundo.

### Censura militar
Es el proceso de mantenimiento de la inteligencia militar y tácticas de carácter confidencial y lejos del enemigo. Esto se utiliza para contrarrestar el espionaje, que es el proceso de recopilar información militar. Muy a menudo, los militares también procuran la supresión de información políticamente inconveniente, incluso si esa información carece de la inteligencia real o valor de combate táctico.[cita requerida]

### Censura política

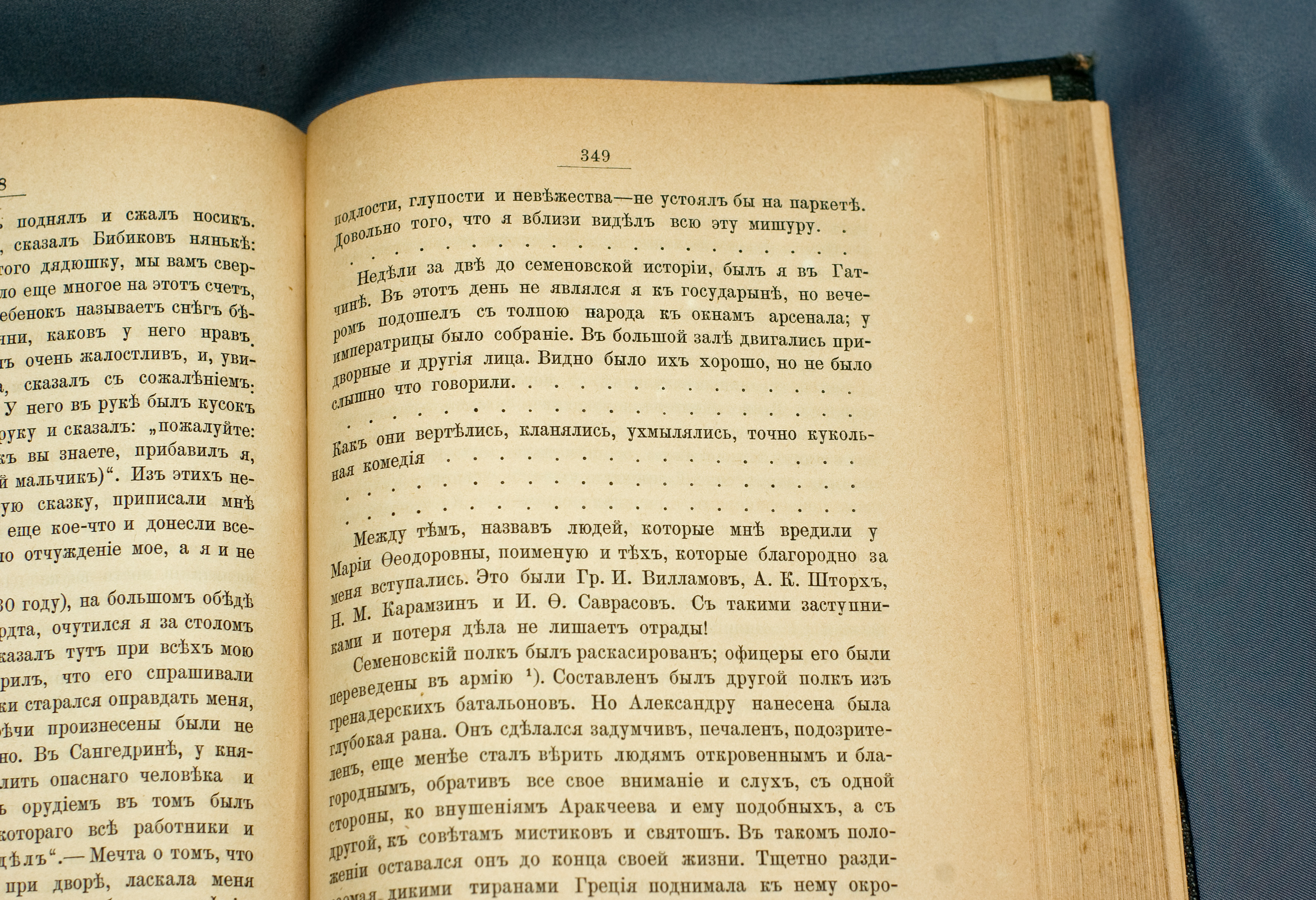
Página con fragmentos censurados en un libro editado en Rusia a finales del.

Se produce cuando los gobiernos ocultan información a sus ciudadanos. Esto se suele hacer para controlar a la población, impedir la libre expresión y una posible rebelión. Otra versión de la censura es el fenómeno de la desinformación que utiliza "pistas falsas" para distraer a la gente de algunos temas.[cita requerida] Véase por ejemplo al soldado Bradley Manning, quien finalmente podría ser condenado a penas muy severas, si se llega a probar que fue quien suministró copia de miles de documentos a WikiLeaks.

### Censura religiosa
Es el medio por el cual, cualquier material es considerado ofensivo por una cierta fe y se retira. Esto a menudo implica una religión dominante forzando las limitaciones de las menos frecuentes. Por otra parte, una religión puede rechazar las obras de otras personas, cuando creen que el contenido no es apropiado para su fe.

### Censura corporativa
Es el proceso mediante el cual los editores de medios de comunicación corporativos intervienen para interrumpir la publicación de información que describe su negocio o socios comerciales en una luz negativa.[cita requerida]

### Autocensura
Es el procedimiento según el cual un medio de comunicación censura los contenidos a publicar para evitar consecuencias negativas, por ejemplo, puede censurar opiniones negativas sobre una compañía si esta pone parte de su publicidad en el medio. También puede censurar para evitar que el medio de comunicación desaparezca. Así en EE. UU. las licencias de televisión son renovadas, por ley, de acuerdo a un juicio de valor sobre su contenido, por lo que una línea editorial contraria al gobierno arriesga que la licencia no sea renovada. Un ejemplo reciente fue el evento en que Janet Jackson mostró, inadvertidamente, un seno en televisión, la FCC (Federal Communications Commission) recibió cartas pidiendo que se cancele la licencia de las estaciones de TV involucradas.

## Tipos

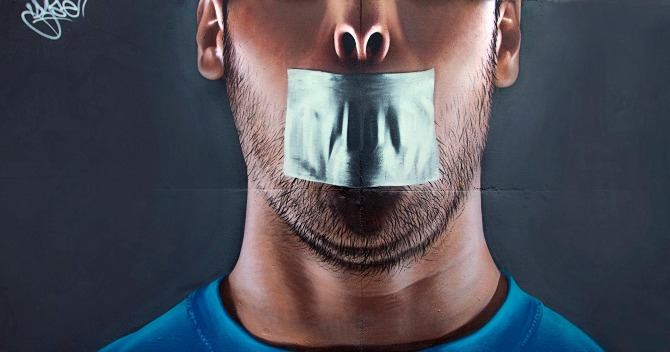
Mural en el que se representa a un hombre con la boca tapada, esto a modo de protesta.

### Censura política
La censura política existe cuando un gobierno trata de ocultar, distorsionar o falsear la información que sus ciudadanos reciben, por exclusión o represión de la política de prensa, evitando así que el público se informe a través de agencias de noticias. En la ausencia de información opositora y objetiva, la gente tendrá menos oportunidad de disentir con el gobierno o partido político a cargo.
Es también la supresión de opiniones que son contrarias a las del gobierno. El gobierno a menudo tiene el poder de militares y policía secreta, para reforzar la lealtad de los periodistas con la voluntad del gobierno para exaltar la historia que el gobierno quiere que la gente crea. Algunas de sus formas de actuar son a través del soborno, la ruina de las carreras, el encarcelamiento, e incluso el asesinato.
En los últimos años, la censura incluso pretende abarcar las nuevas tecnologías, censurando o limitando de alguna forma lo que circula por las redes sociales y por Google.
Este tipo de censura a veces se intenta llevar a cabo incluso en democracia, por ejemplo, aduciendo que determinado tipo de información es exagerada y muy ofensiva, y que contraviene la ley. Véanse por ejemplo los esfuerzos que se están llevando a cabo en India para en parte censurar contenidos que circulan por Google, Yahoo, y Facebook.

### Censura de secretos de Estado
En tiempos de guerra, la censura explícita se lleva a cabo con la intención de impedir la entrega de información que pueda ser útil al enemigo. Normalmente se trata de mantener momentos o lugares secretos, o retrasar la liberación de información (por ejemplo, un objetivo operativo), hasta que no sea de utilidad su uso para el enemigo. La cuestión moral es que aquí se plantea a menudo como algo diferente, debido a que los autores de esta forma de censura sostienen que la liberación de información táctica suele presentar un mayor riesgo de bajas entre las fuerzas propias, y que ello podría conducir a la pérdida del conflicto global.
Durante la Primera Guerra Mundial, cartas escritas por soldados británicos tenían que atravesar el aparato censor, que estaba compuesto por oficiales que con un marcador negro se ocupaban de tachar todo aquello que pueda comprometer algún secreto operativo anterior a que la carta fuera enviada. Ya en la Segunda Guerra Mundial, la frase "los bocazas hunden barcos" fue utilizada como una justificación común para ejercer la censura oficial en tiempos de guerra, y alentar la moderación individual evitando compartir la información potencialmente sensible.
Un ejemplo de "limpieza" de información política es el de la URSS bajo Stalin, donde fue frecuente la utilización de fotografías alteradas para eliminar de ellas a la gente a quien Stalin había condenado a la ejecución. A pesar de las fotografías alteradas, que podrían haber sido recordadas o por el contrario olvidadas, esta alteración deliberada y sistemática de la historia en la opinión pública es visto como uno de los temas centrales del estalinismo y el totalitarismo.
La censura es a veces llevadas a cabo para ayudar a las autoridades o para proteger a un individuo, como ocurre con algunos secuestros cuando la atención y la cobertura mediática de la víctima a veces puede ser visto como poco útil y contraproducente.

### Censura en la educación
El contenido de los libros de texto es a menudo el tema de debate, ya que su público objetivo son los jóvenes, y el término "blanqueo" es el comúnmente utilizado para referirse a la eliminación de conflictos o situaciones críticas, La denuncia de las atrocidades militares en la historia son muy controvertidas, como en el caso del bombardeo de Dresde,
la Masacre de Nankín (tal como se encuentra en los libros de texto japoneses),
el Genocidio armenio,
la negación del Holocausto,
las Protestas en la Plaza de Tiananmen, y
la protesta contra la guerra de Vietnam.
En el contexto de la educación secundaria, la forma en hechos y la historia se presentan una gran influencia en la interpretación del pensamiento contemporáneo, la opinión y la socialización. Un argumento para censurar el tipo de información difundida se basa en la calidad de dicho material inadecuado para los jóvenes. El uso del término "inapropiado" es en sí controversial, ya que cambió en gran medida a través de la historia.

### Censura y libertad en el arte

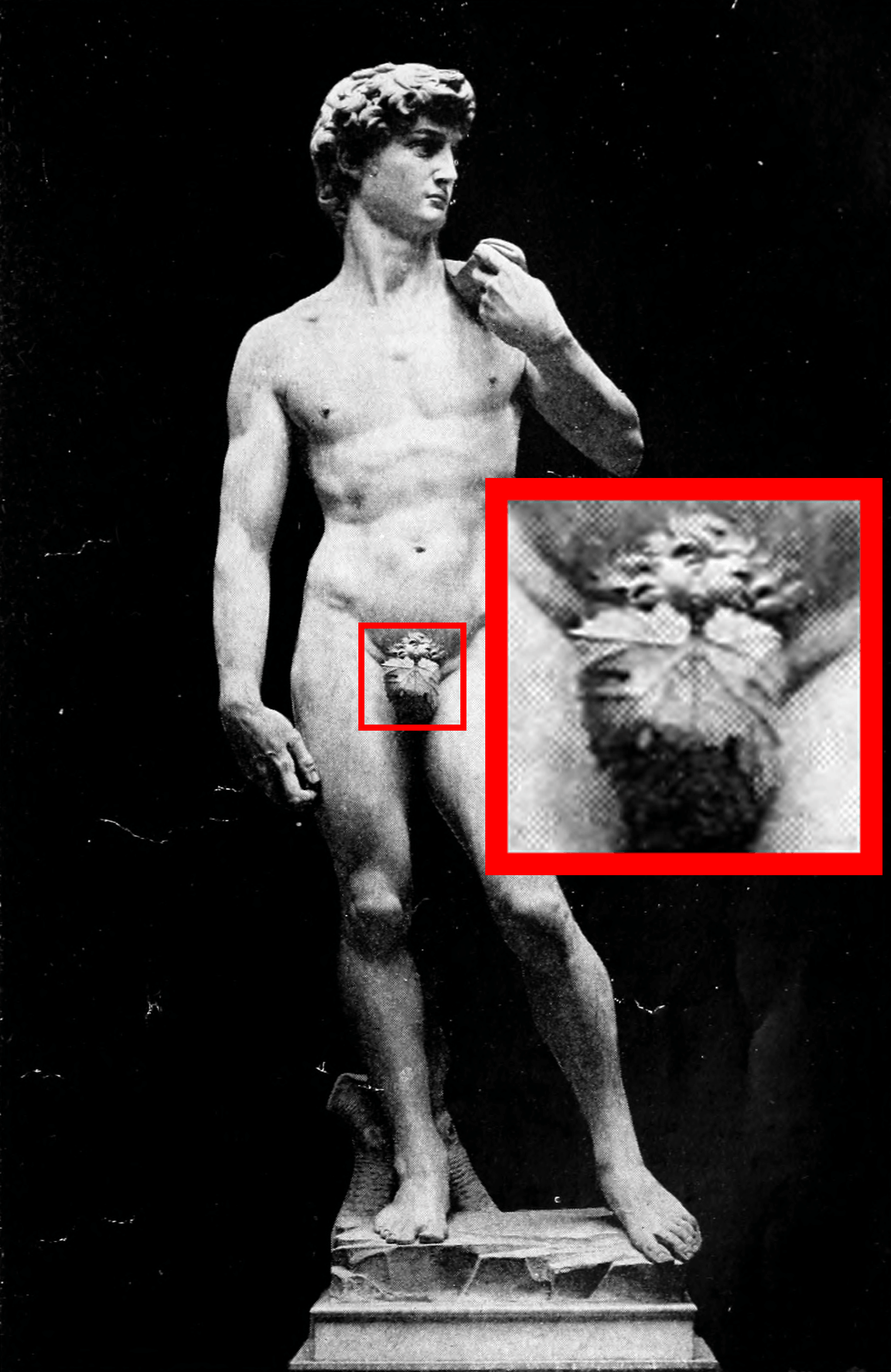
El molde de yeso de David en el Victoria and Albert Museum tiene una hoja de parra de yeso desmontable que se muestra cerca. La leyenda afirma que la hoja de parra se creó en respuesta a la conmoción de la reina Victoria al ver por primera vez la desnudez de la estatua y se colgó de la figura antes de las visitas reales, utilizando dos ganchos colocados estratégicamente.

Aunque el académico Víctor J. Vázquez Alonso escribe sobre el caso estadounidense, específicamente sobre la Primera Enmienda, vale la pena añadir algunos de sus argumentos en cuanto a las limitaciones de la libertad artística y qué tipo de consecuencias tiene censurar obras artísticas. El problema con la censura del arte y en general de lo artístico es que, como Alonso dice:

”Su significado deja de ser propiedad del autor desde el momento en que la sociedad se apodera de ella, pudiéndola convertir en símbolo de algo completamente ajeno a la voluntad originaria de su creador”.

En cuanto el autor o el pintor ha creado su obra, deja de pertenecerle; por eso, aunque haya tenido una intención con ella, la sociedad tal vez entienda la obra de una manera completamente diferente a lo previsto. Así pues, no es posible para el artista controlar cómo sus receptores entienden su creación.[cita requerida]
La obra puede ser un reflejo del artista:

“Lo que parece claro es que en la obra de arte el artista vuelca su yo de una forma única, hasta el punto que si tomáramos en consideración la distinción de Ortega entre ideas y creencias, podríamos decir que el artista cree en la obra, está de alguna forma en ella”.

Y, si esto es cierto, entonces no se trata únicamente de censurar una obra artística, sino de coartar una forma de ser, y, como menciona Alonso en su artículo “La libertad de expresión artística. Una primera aproximación”, citando a Waldron: “Una cosa es defender a través del derecho lo que las personas son y otra lo que las personas piensan o creen”.
Alonso también destaca que lo artístico es un concepto que cambia con el tiempo:

“Obviamente, los primeros de alguna forma nos sirven como una señal histórica de alerta, y es que aquello que un día fue considerado inmoral, con el paso del tiempo, no mucho, puede convertirse en canon ya no solo estético, sino en cierta medida también cultural de una determinada sociedad”.

Es decir, que con el tiempo nuestra visión de lo artístico cambia, y siguiendo este razonamiento, la idea de lo que vamos a censurar o lo que queremos censurar también cambia.[cita requerida]
Otro problema con la censura sería el hecho de que muchas veces creadores o artistas hacen uso del hiperrealismo o detallan escenas violentas con la intención de despertar emociones fuertes en el receptor, pero a grupos específicos en la sociedad les parece ofensivo:
“…nadie entiende que el escritor de novela negra que recrea con todo lujo de detalles una serie de asesinatos que han quedado impunes está incitando al asesinato o cantando a la impunidad, sino que lo normal es pensar que esa historia está escrita así porque de esa forma ha encontrado su autor un vehículo para provocar una determinada emoción en el lector”.
Alonso termina con la conclusión de que la definición de lo obsceno no solo va a limitar la libertad de creación artística, sino va a delimitar en una manera de que, si haya obras que son obscenas, “… queden fuera del ámbito amparado por el derecho”. Por eso, es importante para el autor insistir en las categorías jurídicas:
“Creo que es importante insistir en que categorías jurídicas como la de lo obsceno no pueden, en ningún caso, no ya limitar, sino delimitar el derecho a la libertad de creación artística, de tal forma que las manifestaciones susceptibles de ser consideradas como tales, es decir obscenas, queden fuera del ámbito amparado por el derecho."

### Censura en la música y la cultura popular
En la música la censura ha sido aplicada por los Estados, las religiones, los sistemas educativos, las familias, los minoristas y los grupos de presión - y en la mayoría de los casos que violan las convenciones internacionales de derechos humanos.

### Censura en el cine
Aparte de las justificaciones habituales de la pornografía, el lenguaje y la violencia, algunas películas se censuran debido al cambio de actitudes raciales o de corrección política a fin de evitar los estereotipos étnicos a pesar de su valor histórico artístico.

### Censura en mapas
La censura de los mapas se emplea a menudo para fines militares. Por ejemplo, la técnica fue utilizada en la antigua Alemania del Este, especialmente para las áreas cercanas a la frontera con Alemania Occidental a fin de que los intentos de deserción sea más difícil.[cita requerida]La censura de los mapas es aplicado también por los mapas de Google, donde algunas zonas están en gris o áreas que son deliberadamente desactualizadas.

### Censura aplicada
La Unión Soviética mantuvo un extenso programa especial de censura estatal. El órgano principal de la censura oficial en la Unión Soviética era el jefe de la "Agencia de Protección de Secretos de Estado Militar" y generalmente conocido como el Glavlit, su sigla en ruso. El Glavlit manejó los asuntos derivados de la censura en escritos nacionales y de casi cualquier tipo, incluso la cerveza y las etiquetas de vodka. El personal del Glavlit se hacía presente en cada editorial Soviética y en la prensa, la agencia empleaba a unos 70 000 censores para revisar la información antes de que se difundiera mediante la publicación de casas, oficinas editoriales, y estudios de radiodifusión. Ningún medio de comunicación escapó del control del Glavlit. En todas las agencias de prensa y emisoras de radio y televisión había un representante del Glavlit en su personal.
A veces, una información específica y única, cuya existencia es apenas conocida por el público, se mantiene en secreto, cerca de la censura sutil por ser consideradas "subversivas" o "inconvenientes". El texto de Michel Foucault de 1978 "Moralidad sexual en la ley", más tarde reeditado como "El peligro de la sexualidad infantil", por ejemplo fue originalmente publicado como "La loi de la pudeur" [literalmente, "la ley de la decencia"], defiende la despenalización de la violación de menores y la supresión de la edad de consentimiento en las leyes.[cita requerida]
Cuando un editor está bajo presión para suprimir un libro, pero ya ha entrado en un contrato con el autor, a veces puede realizar una tirada deliberadamente pequeña y reducir al mínimo los intentos de darlo a conocer. Esta práctica llegó a ser conocida en la década del 2000 como privishing.